# Путту
Путту, Пітту (малаял. പുട്ട്; синг. පිට්ටු: там. புட்டு) — страва для сніданку, яку їдять у південно-індійських штатах Керала, Тамілнад та частинах Карнатаки, а також на Шрі-Ланці. Виготовляється з розпарених циліндрів меленого рису, з прошарком кокосової стружки, іноді із солодкою або пікантною начинкою всередині. Путту подають гарячим з солодкими гарнірами, такими як пальмовий цукор або банан, або з каррі (дал, нут, баранина, риба або курка). 

## Назва
Путту означає "порція" на малаялам.  

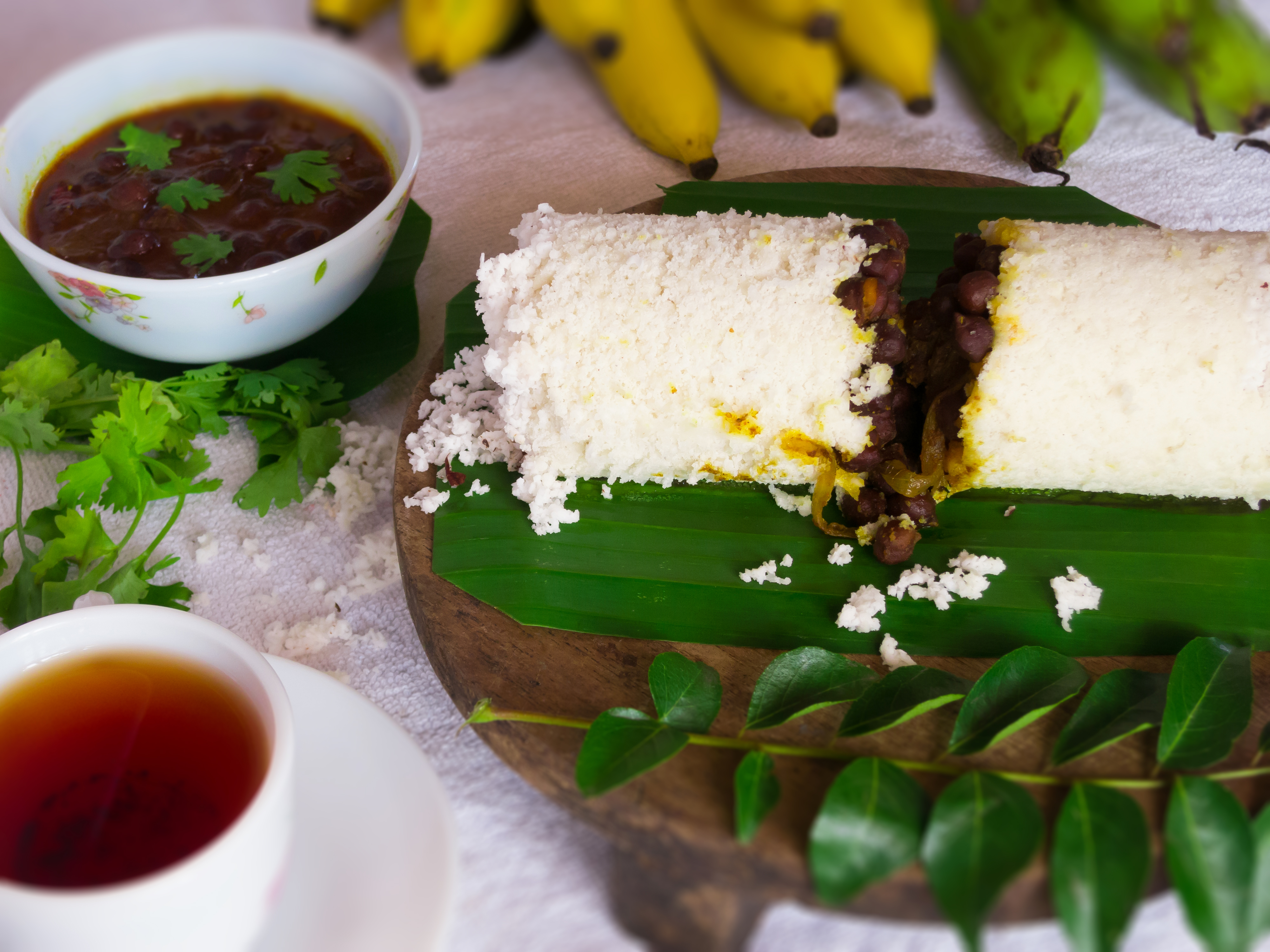
Путту з каррі

## Інгредієнти
Путту в основному складається з рису грубого помелу, тертого кокоса, трохи солі та води. Часто його приправляють кмином, але можуть бути й інші спеції. Варіант Шрі-Ланки зазвичай виготовляється з пшеничного борошна або червоного рисового борошна без кмину. В Бхаткалі готують кокосовий або масальний варіант, виготовлений з тертим кокосом з ароматом баранини або креветок. У Бангладеш зовні виготовляється із суміші рисового борошна та меленого мунг-далу, тоді як начинка — це суміш кокосових пластівців та різновид карамелізованого цукру, схожа на Дульсе-де-лече. 

## Приготування
Воду додають до меленого рису до досягнення правильної текстури. Потім його приправляють, формують і готують на пару з прошарками тертого кокоса.
Зазвичай путту готують у металевій посудині з двома секціями. Нижня секція містить воду, а верхня — де рисова суміш прокладається шарами тертого кокосового горіха. Перфоровані кришки відокремлюють секції, щоб пара проходила між ними.
У традиційних посудинах перфорована кокосова шкаралупа прикріплена до секції бамбука. Чіратта-путту, виготовлена з кокосової шкаралупи або металу, яка має форму, подібну до кокосової шкаралупи.

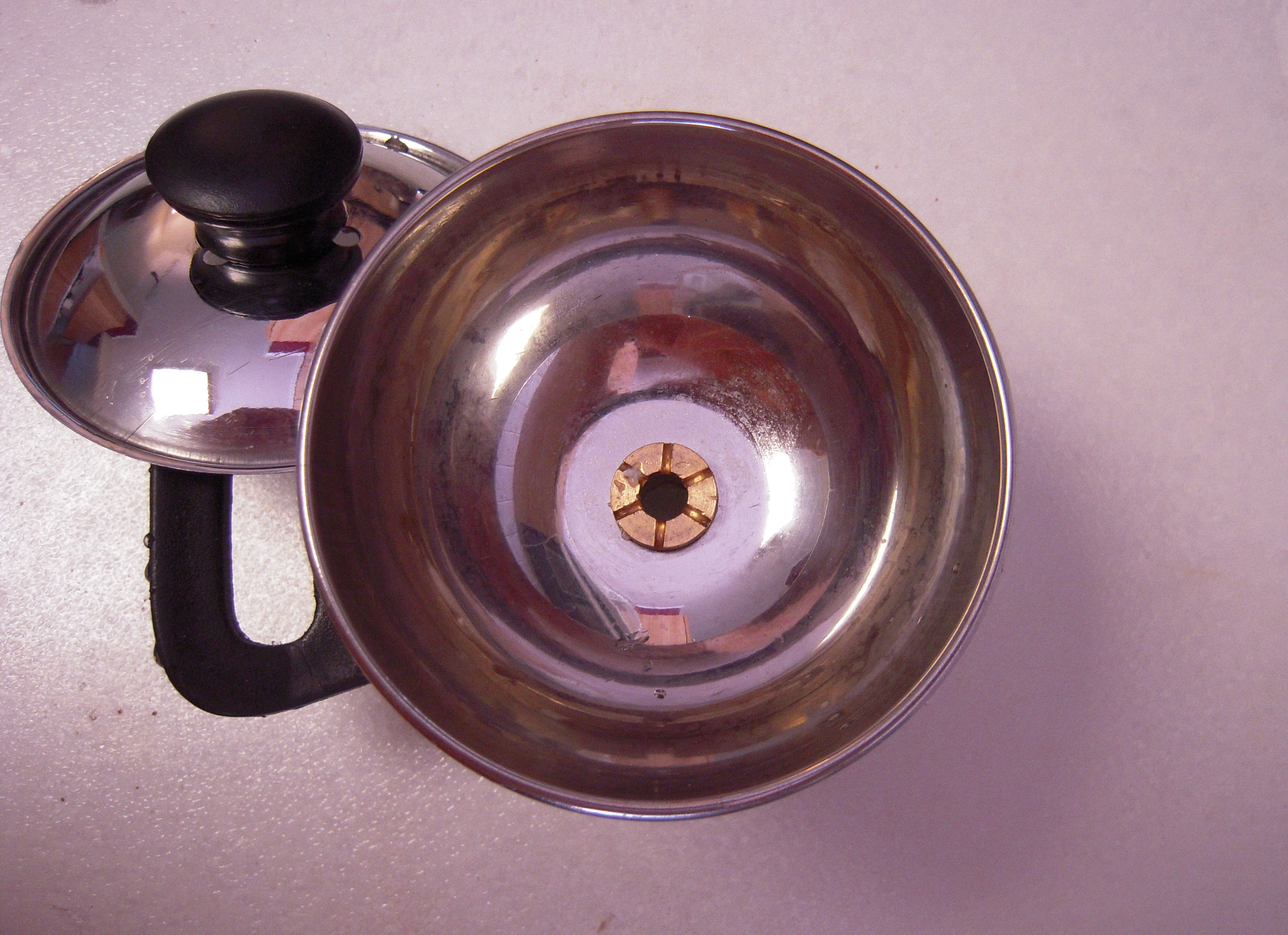
Парова посудина чіратта-путту - вид зверху зі знятою кришкою

Можуть готувати в каструлі схожій на сковороду для ідлі з невеликими отворами в дні, у скороварці й, головним чином, в Малайському архіпелазі, порожнистих стебел бамбука.

## Подача
Путту часто подають разом з підливою, як риби каррі, курка каррі або з нуту і пападам. Також до нього зазвичай подають плантан, джекфрут, манго або банан. На півдні Керали люди їдять путту у супроводі солодкої чорної кави. У Тамілнаді його подають з тертим кокосовим горіхом із джагері з пальми або цукрової тростини або з підсолодженим кокосовим молоком. У Шрі-Ланці, путту зазвичай супроводжується трипа каррі, рибним або м'ясним каррі, кокосовим молоком і самболом. У штаті Керала путту супроводжують бананом, каррі кадала, пайар-торан з пападом.

## Варіації

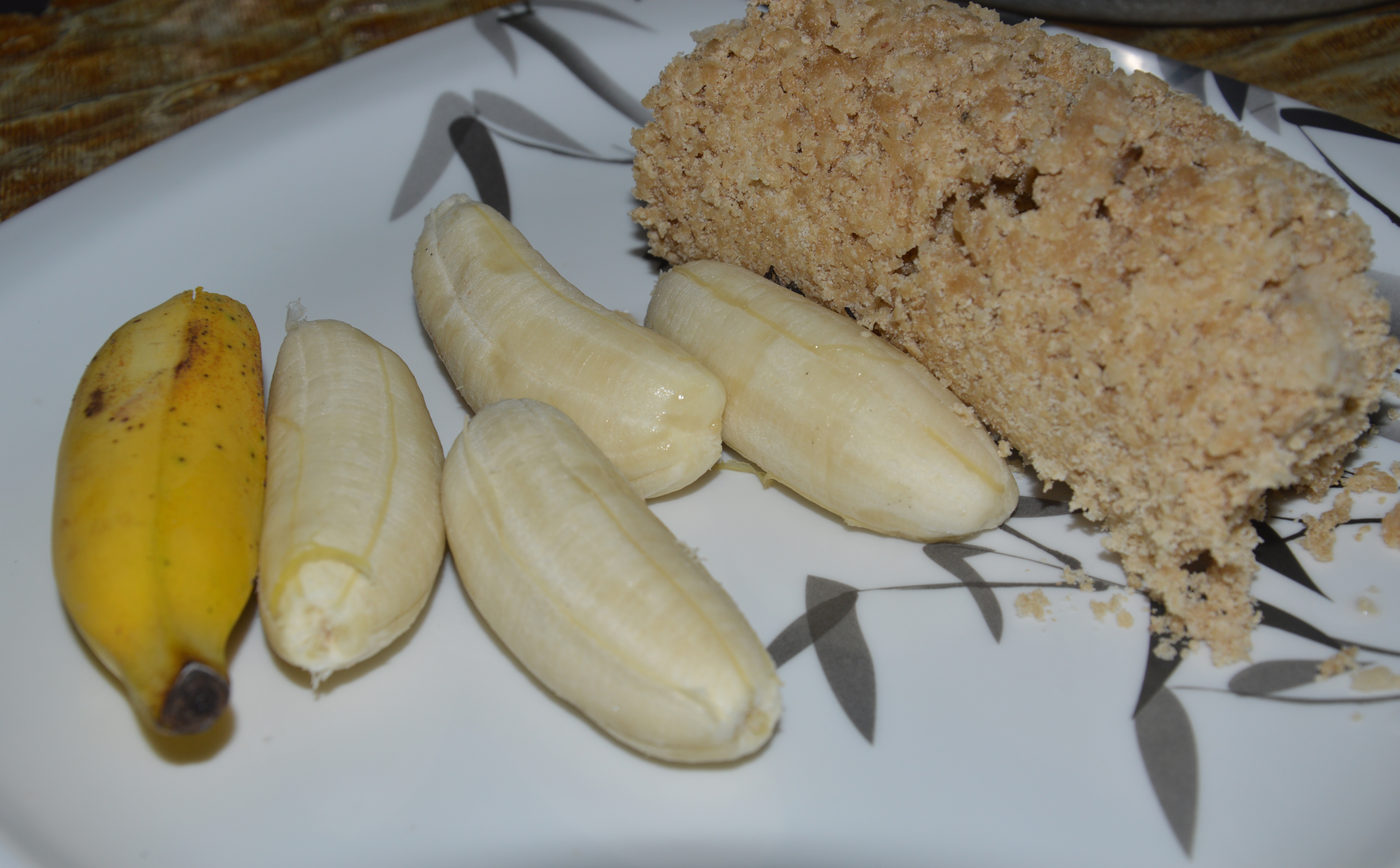
Пшеничне путту з бананами

У деяких варіаціях путту використовуються пшеничне борошно, борошно рагі (просо), тапіоки та кукурудзяне борошно. Начинку з кокосового горіха можна замінити іншими продуктами, такими як яєчне каррі або банан. Путту, приготовлені у формі кулі, називаються маніпуттуту. Путту також можна зробити з використанням бамбукового рису.
Мусульмани в Кералі їдять версію путту під назвою ірачіпутті, в якій рис шарується пряним м'ясним фаршом.  Путту також дуже поширений на Маврикії. 

## Спроба світового рекорду
У 2006 році студенти східної школи готельного менеджменту у місті Вейанад на півночі Керали зробили 10-метровий путту. Вони приготували гігантський путту в спеціально розробленій 12-метровій алюмінієвій формі, використовуючи 20 кокосових горіхів і 26 кг борошна рису На приготування пішло близько півтори години. 